# Manuaman
Manuaman is een bestuurslaag in het regentschap Belu van de provincie Oost-Nusa Tenggara, Indonesië. Manuaman telt 7141 inwoners (volkstelling 2010).